# Deutsche Dreiband-Meisterschaft 1981/82

Veranstaltungsort: Spiesen-Elversberg

Die Deutsche Dreiband-Meisterschaft 1981/82 (DDM) war die 48. Ausgabe dieser Turnierserie und fand am 8. November 1981 in Elversberg statt.

## Geschichte
Der Billard-Verband Saar, als lokaler Ausrichter, hatte die Dreiband-Meisterschaft in den Vereinsräumen des BC 1921 Elversberg organisiert.
Für die Deutschen Meisterschaften wurde ein neues Spielsystem gestartet. Erst wurden drei regionale Qualifikationsturniere gespielt. Die jeweiligen Sieger und der Titelverteidiger bestritten das Endturnier. In Elversberg kam es im Endspiel, wie erwartet, wieder zum Duell der beiden besten deutschen Dreibandspieler. Diesmal hatte der Berliner Dieter Müller wieder die Nase vorne. Im entscheidenden dritten Satz führte Günter Siebert bereits mit 24:20 und konnte den Vorsprung aber nicht ins Ziel retten. Er verlor noch mit 24:25.

## Modus
Gespielt wurde in den Qualifikationsgruppen bis 50 Punkte oder 75 Aufnahmen. In der Endrunde wurden zwei Gewinnsätze bis 25 Punkte gespielt. Das gesamte Turnier wurde mit Nachstoß gespielt. Die Endplatzierung ergab sich aus folgenden Kriterien:
1. Matchpunkte
2. Generaldurchschnitt (GD)
3. Höchstserie (HS)

### Turnierverlauf
| # | Name                        | MP  | GD    | BED   | HS |
| - | --------------------------- | --- | ----- | ----- | -- |
| 1 | Jürgen Zemke (Mannheim)     | 5:1 | 0,777 | 0,980 | 5  |
| 2 | Rolf Göring (Mannheim)      | 4:2 | 0,727 | 0,862 | 11 |
| 3 | Fritz Günther (Neunkirchen) | 2:4 | 0,652 | 0,806 | 10 |
| 4 | Johann Waiz (München)       | 1:5 | 0,593 | 0,694 | 5  |

| MP    | Match Punkte (Sieger = 2; Unentschieden = 1; Verlierer = 0) |
| SV    | Satzverhältnis (nur bei Turnieren im Satzsystem)            |
| Pkte. | Erzielte Karambolagen                                       |
| Aufn. | benötigte Aufnahmen                                         |
| GD    | Generaldurchschnitt                                         |
| MGD   | Mannschafts-Generaldurchschnitt                             |
| BED   | Bester Einzeldurchschnitt eines Spielers                    |
| BEMD  | Bester Einzeldurchschnitt einer Mannschaft                  |
| BSD   | Bester Satzdurchschnitt eines Spielers                      |
| HS    | Höchstserie                                                 |
| WRP   | Weltranglistenpunkte                                        |

| # | Name                          | MP  | GD    | BED   | HS |
| - | ----------------------------- | --- | ----- | ----- | -- |
| 1 | Franz Wolf (Köln)             | 5:1 | 0,761 | 0,793 | 7  |
| 2 | Dieter Wirtz (Hochfeld 74)    | 4:2 | 0,769 | 0,943 | 8  |
| 3 | Hans-Jürgen Kühl (Düsseldorf) | 2:4 | 0,625 | 0,793 | 6  |
| 4 | Gert Tiedtke (Koblenz)        | 1:5 | 0,711 | 0,735 | 6  |

| MP    | Match Punkte (Sieger = 2; Unentschieden = 1; Verlierer = 0) |
| SV    | Satzverhältnis (nur bei Turnieren im Satzsystem)            |
| Pkte. | Erzielte Karambolagen                                       |
| Aufn. | benötigte Aufnahmen                                         |
| GD    | Generaldurchschnitt                                         |
| MGD   | Mannschafts-Generaldurchschnitt                             |
| BED   | Bester Einzeldurchschnitt eines Spielers                    |
| BEMD  | Bester Einzeldurchschnitt einer Mannschaft                  |
| BSD   | Bester Satzdurchschnitt eines Spielers                      |
| HS    | Höchstserie                                                 |
| WRP   | Weltranglistenpunkte                                        |

| # | Name                          | MP  | GD    | BED   | HS |
| - | ----------------------------- | --- | ----- | ----- | -- |
| 1 | Dieter Müller (Berlin)        | 6:0 | 1,041 | 1,219 | 8  |
| 2 | Werner Naruhn (Gelsenkirchen) | 2:4 | 0,666 | 0,819 | 7  |
| 3 | Wolfgang Geukes (Neustadt)    | 2:4 | 0,606 | 1,111 | 8  |
| 4 | Edgar Bettzieche (Bochum)     | 2:4 | 0,578 | 0,684 | 5  |

| MP    | Match Punkte (Sieger = 2; Unentschieden = 1; Verlierer = 0) |
| SV    | Satzverhältnis (nur bei Turnieren im Satzsystem)            |
| Pkte. | Erzielte Karambolagen                                       |
| Aufn. | benötigte Aufnahmen                                         |
| GD    | Generaldurchschnitt                                         |
| MGD   | Mannschafts-Generaldurchschnitt                             |
| BED   | Bester Einzeldurchschnitt eines Spielers                    |
| BEMD  | Bester Einzeldurchschnitt einer Mannschaft                  |
| BSD   | Bester Satzdurchschnitt eines Spielers                      |
| HS    | Höchstserie                                                 |
| WRP   | Weltranglistenpunkte                                        |

## Finalrunde
| Name             | MP  | SP  | 1. Satz | 2. Satz | 3. Satz | Pkte. | Aufn. | GD    | BSD   | HS |
| ---------------- | --- | --- | ------- | ------- | ------- | ----- | ----- | ----- | ----- | -- |
| Halbfinale       |     |     |         |         |         |       |       |       |       |    |
| Günter Siebert   | 2:0 | 4:0 | 25(38)  | 25(22)  |         | 50    | 60    | 0,833 | 1,136 | 4  |
| Franz Wolf       | 0:2 | 0:4 | 14(38)  | 5(22)   |         | 19    | 60    | 0,316 | -     | 1  |
| Dieter Müller    | 2:0 | 4:0 | 25(22)  | 25(34)  |         | 50    | 56    | 0,892 | 1,136 | 4  |
| Jürgen Zemke     | 0:2 | 0:4 | 12(22)  | 19(34)  |         | 31    | 56    | 0,553 | -     | 2  |
| Spiel um Platz 3 |     |     |         |         |         |       |       |       |       |    |
| Franz Wolf       | 2:0 | 3:1 | 25(34)  | 25(43)  |         | 50    | 77    | 0,649 | 0,735 | 6  |
| Jürgen Zemke     | 0:2 | 1:3 | 18(34)  | 25(43)  |         | 43    | 77    | 0,558 | 0,581 | 4  |
| Finale           |     |     |         |         |         |       |       |       |       |    |
| Günter Siebert   | 0:2 | 2:4 | 16(17)  | 25(29)  | 24(26)  | 65    | 72    | 0,902 | 0,862 | 5  |
| Dieter Müller    | 2:0 | 4:2 | 25(17)  | 24(29)  | 25(26)  | 74    | 72    | 1,027 | 1,470 | 6  |

## Abschlusstabelle
| MP    | Match Points (Sieger = 2; Unentschieden = 1; Verlierer = 0) |
| Pkte. | Erzielte Karambolagen                                       |
| Aufn. | Benötigte Versuche                                          |
| GD    | Generaldurchschnitt                                         |
| BED   | Bester Einzeldurchschnitt eines Spielers                    |
| HS    | Höchstserie                                                 |
|       | Bester GD des Turniers                                      |
|       | Bester ED des Turniers                                      |
|       | Beste HS des Turniers                                       |
|       | 1. Platz (Gold)                                             |
|       | 2. Platz (Silber)                                           |
|       | 3. Platz (Bronze)                                           |

| Endklassement              | Endklassement               | Endklassement | Endklassement | Endklassement | Endklassement | Endklassement | Endklassement | Endklassement | Endklassement |
| Platz                      | Name                        | MP            | SP            | Pkt.          | Aufn.         | GD            | BED           | BSD           | HS            |
| -------------------------- | --------------------------- | ------------- | ------------- | ------------- | ------------- | ------------- | ------------- | ------------- | ------------- |
| 1                          | Dieter Müller (Berlin)      | 4:0           | 8:2           | 124           | 128           | 0,968         | 1,027         | 1,470         | 6             |
| 2                          | Günter Siebert (Altenessen) | 2:2           | 6:4           | 115           | 132           | 0,871         | 0,833         | 1,136         | 5             |
| 3                          | Franz Wolf (Köln)           | 2:2           | 3:5           | 69            | 137           | 0,503         | 0,649         | 0,735         | 6             |
| 4                          | Jürgen Zemke (Mannheim)     | 0:4           | 1:7           | 74            | 133           | 0,556         | -             | 0,581         | 4             |
| Turnierdurchschnitt: 0,720 |                             |               |               |               |               |               |               |               |               |